# Мартинес Моралес, Пабло
Пабло Даниэль Мартинес Моралес (исп. Pablo Daniel Martínez Morales; род. 30 ноября 1996, Асунсьон) — парагвайский футболист, нападающий. Ныне на правах аренды выступает за клуб «Спортиво Сан-Лоренсо».

## Биография
Пабло Мартинес начинал карьеру футболиста в парагвайском клубе «3 февраля». 11 февраля 2018 года он дебютировал в парагвайской Примере, выйдя на замену в домашнем матче против «Серро Портеньо».
В июле 2018 года Мартинес на правах аренды перешёл в аргентинский «Ланус».